# Csaba Borbely
Csaba Borbely (Oradea, 5 luglio 1980) è un ex calciatore rumeno, di ruolo attaccante.

## Carriera
Ha giocato nella massima serie dei campionati ungherese, rumeno e siriano.

## Palmarès

### Club

#### Competizioni nazionali
- Coppa della Siria: 1

Hutteen: 2000-2001
- Campionato rumeno: 1

Oțelul Galați: 2010-2011